# Carl Gustaf Wrangel
Pour les articles homonymes, voir Wrangel.
Le comte Carl Gustaf Wrangel, né le 23 décembre 1613 à Skokloster et mort le 5 juillet 1676 au château de Spyker, sur l'île de Rügen, était un militaire et homme d'État suédois,  originaire d'une famille allemande des pays baltes. Il fut le dernier acteur militaire suédois majeur de la guerre de Trente Ans.

## Biographie
Il commence sa carrière militaire durant la guerre de Trente Ans à l'âge de 20 ans comme capitaine de cavalerie. Il est nommé colonel en 1636 et major-général en 1638 et se distingue durant les batailles de Wolfenbüttel (1641) et de Leipzig (1642). En 1644, il commande une flotte et bat les Danois à Fehmarn le 23 octobre, avant de retourner en Allemagne en 1646 en tant que commandant en chef des armées suédoises, succédant ainsi à Lennart Torstenson. Il prouve sa capacité militaire en coordonnant ses mouvements avec son allié Turenne, avec qui il remporte la bataille de Zusmarshausen le 17 mai 1648. Après la signature des traités de Westphalie, il est nommé gouverneur-général de la Poméranie suédoise et le restera jusqu'en 1652, puis à nouveau de 1656 jusqu'à sa mort. Il est également élevé à la dignité de comte de Salmis (puis de comte de Sölvesborg en 1665). 
Avant même l'abdication de la reine Christine de Suède, Wrangel devient un ami proche et un conseiller de confiance de son successeur, Charles X Gustave. Quand la Première Guerre du Nord éclate en 1655, il commande tout d'abord une flotte avant de servir à nouveau sur terre et de participer à la bataille de Varsovie l'année suivante. En 1657, il envahit le Jutland et le roi le nomme grand amiral de la flotte. Il prend le château de Kronborg en 1658 et devient juge suprême de la province d'Uppland la même année. À la mort de Charles X Gustave, en 1660, Wrangel participe à l'organisation de ses obsèques et compose la mélodie d'une complainte en son honneur. Il devient également chancelier de l'université de Greifswald, toujours en 1660. 
Durant la minorité de Charles XI, Wrangel fait partie du Conseil de Régence et préside le Conseil de Guerre à partir de 1664. En 1666, il tente de s'emparer de la ville de Brême mais échoue dans son entreprise.  Il est commandant en chef au début de la guerre de Scanie mais son état de santé l'empêche de diriger effectivement les opérations. Il souffre en effet d'hypervolémie et est sujet à la goutte et aux calculs biliaires depuis de nombreuses années. Il meurt le 5 juillet 1676 dans son château de Spyker, à Rügen et est enterré dans le caveau familial des Wrangel, à proximité du château de Skokloster qu’il faisait construire entre Stockholm et Uppsala.